# دان بارنهارت
دان بارنهارت (بالإنجليزية: Dan Barnhart)‏ هو لاعب كرة قدم أمريكية أمريكي، ولد في 27 يونيو 1912 في تشيكاشا في الولايات المتحدة، وتوفي في 16 يونيو 1965 في مقاطعة لوس أنجلوس في الولايات المتحدة.

## وصلات خارجية
- دان بارنهارت على موقع مرجع كرة القدم المحترفة.كوم (الإنجليزية)